# Hloubková analýza dopravních nehod
Hloubková analýza dopravních nehod (HADN) je soubor výzkumných činností, vedoucích k úplnému a přesnému poznání nehodového děje, jeho příčin a následků. I když je prováděna v součinnosti s integrovaným záchranným systémem a zvláště s Policií ČR, je na jejím šetření zcela nezávislá, nezabývá se určováním viny a je naprosto anonymní vůči všem účastníkům nehod. Šetření nehod se zaměřuje na zjištění důležitých okolností o účastnících dopravní nehody (psychický i zdravotní stav), o automobilové technice i o dopravní infrastruktuře. Obecným cílem je snižování počtu a následků dopravních nehod a tím zvyšování bezpečnosti silniční dopravy (naplňování cílů Národní strategie bezpečnosti silničního provozu). V současné době se Hloubkovou analýzou dopravních nehod zabývá Centrum dopravního výzkumu, v.v.i. ve spolupráci s firmou IDIADA CZ. Výzkum je prováděn na základě metodiky „Hloubková analýza dopravních nehod v ČR“, schválené Ministerstvem dopravy. 

## Projekty
Veškeré informace zjištěné jak na místě nehody, tak její následnou analýzou jsou zaznamenávány do databáze za účelem získávání podkladů pro různá dopravně politická i dopravně technická rozhodnutí. Hloubková analýza se v současnosti realizuje ve dvou projektech:

## HADN
Projekt HADN je výzkumným projektem CDV, v.v.i., prvním svého druhu na území ČR. Projekt byl spuštěn v lednu roku 2011. Pro sběr dat se využívá zkušeností ze SRN, na základě spolupráce se Spolkovým silničním úřadem BASt je využívána databáze GIDAS , čímž je zajištěna mezinárodní kompatibilita získaných dat. Projekt je zaštiťován Ministerstvem vnitra. Územní působnost tohoto výzkumného projektu je území okresů Brno-město a Brno-venkov.

## CZIDAS
Projekt CZIDAS (Czech In-Depth Accident Study) postupuje v základu dle identické metodiky, jako projekt HADN. Na území ČR je prováděn Centrem dopravního výzkumu, v.v.i. (okresy Brno-město a Brno-venkov) a firmou IDIADA (okres Hradec Králové). Jedním z cílů projektu je spolupráce se subjekty, které by mohly výsledky výzkumu využít, ať už se jedná o vlastníky nebo správce komunikací nebo o konstruktéry dopravních prostředků, apod. 

## Základní postupy Hloubkové analýzy dopravních nehod
1.	Vyšetřování na místě dopravní nehody
Výzkumný tým na místě dopravní nehody získává informace o účastnících dopravní nehody, zúčastněných dopravních prostředcích a o průběhu a okolnostech jejího vzniku. Všechny informace, získané na místě dopravní nehody, jsou zaznamenány do formulářů, které jsou základním vstupem pro zpracování databáze dopravních nehod. Podle složitosti nehodového děje a počtu účastníků i vozidel, je na místě dopravní nehody zjišťováno cca 1000 – 2000 údajů, které jsou později zaznamenávány do databáze nebo slouží jako vstupy pro rekonstrukci nebo zpětnou analýzu.
2.	Rekonstrukce dopravní nehody
Slouží ke zkoumání průběhu dopravní nehody a možnosti jejímu zabránění. Rekonstrukce je jedním ze základních vstupů pro analýzu. 
3.	Analýza dopravní nehody
Analýza dopravní nehody slouží k jejímu úplnému poznání, včetně všech zjistitelných rizikových faktorů. Na rozdíl od rekonstrukce, je analýza zaměřena na zodpovězení otázek týkajících se příčiny vzniku dopravní nehody, včetně zkoumání případného vlivu dopravního prostředí na vznik nebo průběh dopravní nehody.
4.	Vyšetřovací zpráva
Vyšetřovací zpráva je komplexním výstupem a výsledkem celého procesu šetření dopravní nehody. Obsahuje zejména všechna zjištěná fakta a poznatky (pokud jsou jednoznačné) o příčině a následcích dopravní nehody a dále, pokud je to možné nebo účelné, obsahuje doporučení ke zvýšení bezpečnosti silničního provozu, jak v oblasti dopravního prostředí, tak i v oblasti automobilové techniky.

## Vyšetřovací tým
Hloubková analýza dopravních nehod je prováděna týmem odborníků ve složení:
1.	Koordinátor (vedoucí šetření) – partner pro komunikaci mezi PČR, HZS a týmem hloubkové analýzy dopravních nehod. Bývá současně specialistou v některém z oborů Hloubkové analýzy dopravních nehod.
2.	Specialista pro dopravní infrastrukturu – zpravidla dopravní inženýr. Jeho úkolem je kvalifikované posouzení dopravního prostředí, jeho kompletní dokumentace, analýza a případné návrhy doporučovaných opatření ke zvýšení bezpečnosti dopravy. 
3.	Specialista automobilního inženýrství – zpravidla automobilní inženýr. Jeho úkolem je dokumentovat co nejúplněji a nejpřesněji stav dopravních prostředků na místě dopravní nehody, měření jejich deformací a poškození, fotodokumentace, měření a další úkony spojené s co nejpodrobnějším poznáním konkrétního dopravního prostředku, účastného na dopravní nehodě. 
4.	Specialista – psycholog – kvalifikovaný psycholog s praxí v poskytování krizové intervence. Na místě dopravní nehody komunikuje s účastníky, popř. svědky dopravní nehody, pokud k tomu získá souhlas PČR i jich samotných. V indikovaných případech poskytuje v součinnosti s PČR  psychologickou intervenci. Pro hloubkovou analýzu dopravních nehod získává subjektivní informace od účastníků dopravní nehody a provádí objektivní zhodnocení jejich psychického stavu.